# Campionati asiatici di sollevamento pesi 1957
I Campionati asiatici di sollevamento pesi 1957, 1ª edizione della manifestazione, si svolsero a Teheran dall'8 al 12 novembre 1957; la gara mondiale venne considerata valida anche come campionato asiatico e furono classificati i tre atleti del continente col miglior piazzamento.

## Titoli in palio
| Categoria            | Eventi         | Atleti |
| -------------------- | -------------- | ------ |
| Pesi gallo           | Fino a 56 kg   | 6      |
| Pesi piuma           | Fino a 60 kg   | 6      |
| Pesi leggeri         | Fino a 67.5 kg | 4      |
| Pesi medi            | Fino a 75 kg   | 5      |
| Pesi massimi leggeri | Fino a 82.5 kg | 4      |
| Pesi mediomassimi    | Fino a 90 kg   | 4      |
| Pesi massimi         | Oltre i 90 kg  | 2      |

## Nazioni partecipanti
Ai campionati parteciparono 31 atleti rappresentanti di 7 nazioni. Sei di queste entrarono nel medagliere. Tra parentesi i partecipanti per nazione.
- Cina (2)
- Giappone (7)
- India (5)
- Iran (7)
- Iraq (3)
- Libano (2)
- Pakistan (5)

## Risultati
| Evento      | Oro               | Oro   | Argento              | Argento | Bronzo              | Bronzo |
| ----------- | ----------------- | ----- | -------------------- | ------- | ------------------- | ------ |
| 56 kg       | Ali Safa-Sonboli  | 327,5 | Mahmoud Namdjou      | 320,0   | Shigeo Kogure       | 307,5  |
| 60 kg       | Yukio Furuyama    | 342,5 | Fumio Takeda         | 322,5   | K. Abdeka           | 320,0  |
| 67,5 kg     | Abdul Wahid Aziz  | 362,5 | Henrik Tamraz        | 360,0   | Hiroshi Yamazaki    | 332,5  |
| 75 kg       | R. Sy             | 370,0 | Mohammad Ami-Tehrani | 370,0   | Yoshio Hara         | 350,0  |
| 82,5 kg     | Jalal Mansouri    | 412,5 | N. Raay              | 342,5   | Muhammad Iqbal Butt | 330,0  |
| 90 kg       | Hassan Rahnavardi | 440,0 | Firouz Pojhan        | 427,5   | M. Watanabe         | 385,0  |
| Oltre 90 kg | K. Masoud         | 392,5 | F. Ali               | 360,0   | non assegnata       | –      |

## Medagliere
| Posiz. | Nazione  | Oro | Argento | Bronzo | Totale |
| ------ | -------- | --- | ------- | ------ | ------ |
| 1      | Iran     | 3   | 4       | 0      | 7      |
| 2      | Iraq     | 2   | 0       | 1      | 3      |
| 3      | Giappone | 1   | 1       | 4      | 6      |
| 4      | Cina     | 1   | 0       | 0      | 1      |
| 5      | Pakistan | 0   | 1       | 1      | 2      |
| 6      | Libano   | 0   | 1       | 0      | 1      |
| Totale | Totale   | 7   | 7       | 6      | 20     |

## Classifica a squadre
Il sistema di punteggio è basato sui punti distribuiti per l'esercizio totale in base allo schema adottato nel 1948:
| Pos. | Squadra  | Punti |
| ---- | -------- | ----- |
| 1    | Iran     | 27    |
| 2    | Giappone | 12    |
| 3    | Iraq     | 11    |
| 4    | Cina     | 5     |
| 5    | Pakistan | 4     |
| 6    | Libano   | 3     |